# Горка (19 252 840 012)
Горка — упразднённая деревня в Харовском районе Вологодской области. Входила в состав Харовского сельского поселения, с точки зрения административно-территориального деления — в Харовский сельсовет. Упразднена в 2025 году.

## География
Расстояние до районного центра Харовска по автодороге — 6 км. Ближайшие населённые пункты — Бор, Чурилово, Пехтиха, Тюшиха, Селезениха.

## Население
| 2010 |
| ---- |
| 0    |